# Nethinius robinsoni
Nethinius robinsoni là một loài bọ cánh cứng trong họ Cerambycidae.